# T.M. Scorzafava
T.M. Scorzafava, née Tina Shaw à Durham en Caroline du Nord, est une productrice, réalisatrice et scénariste italo-américaine. Tina Shaw est spécialisée de les courts métrages,,.

## Filmographie
| année | film                       | productrice | réalisatrice | scénariste | monteuse | notes         |
| ----- | -------------------------- | ----------- | ------------ | ---------- | -------- | ------------- |
| 2002  | Dinner with Roland         | Oui         | Oui          |            | Oui      | court métrage |
| 2004  | Trust No One               | Oui         | Oui          |            |          | court métrage |
| 2006  | Gillery's Little Secret    | Oui         | Oui          | Oui        |          | moyen métrage |
| 2007  | Into the Arms of Strangers | Oui         |              |            |          | court métrage |
| 2008  | She Likes Girls 3          |             | Oui          |            |          | long métrage  |
| 2008  | In Twilight's Shadow       | Oui         | Oui          | Oui        |          | court métrage |
| 2010  | Broken Mirrors             | Oui         | Oui          |            |          | court métrage |
| 2011  | Slip Away                  | Oui         | Oui          |            |          | court métrage |
| 2015  | Prudence                   | Oui         |              |            |          | court métrage |